# Sistem senar
| × | 1 | 2  | 3  | 4  | 5  |
| - | - | -- | -- | -- | -- |
| 1 | 1 | 2  | 3  | 4  | 5  |
| 2 | 2 | 4  | 10 | 12 | 14 |
| 3 | 3 | 10 | 13 | 20 | 23 |
| 4 | 4 | 12 | 20 | 24 | 32 |
| 5 | 5 | 14 | 23 | 32 | 41 |

Sistemul senar este un sistem de numerație pozițional, având baza 6. Utilizează cifrele 0, 1, 2, 3, 4 și 5 pentru a reprezenta numere reale. Împărtășește multe proprietăți comune cu sistemul de numerație în bază fixă, printre care posibilitatea de a reprezenta orice număr real într-o modalitate unică și posibilitatea de reprezentare a numerelor raționale și iraționale.
Ca și 10, baza sistemului zecimal, 6 este un număr semiprim, dar, fiind produsul a două numere, ambele prime, 2 și 3, este un număr extrem compus superior, ceea ce-i conferă numeroase proprietăți pentru mărimea sa. Multe argumente în favoarea sistemului duodecimal se aplică și sistemului senar. La rândul său, logica senară se referă la extensia logicii ternare a lui Jan Łukasiewicz și Stephen Cole Kleene, adaptată la explicarea logicii testelor statistice și a datelor științifice lipsă din domeniile care folosesc metode empirice.
O cifră senară conține o cantitate de informație de {\displaystyle \log _{2}6=2,585} bit.

## Proprietăți matematice
6 este cea mai mare bază r care nu are alte totative⁠(d) decât 1 și r − 1, făcând tabla înmulțirii foarte regulată și ușor de memorat pentru mărimea sa. Această proprietate maximizează probabilitatea ca rezultatul unei înmulțiri de întregi să se termine cu cifra 0, chiar dacă niciunul din factori nu se termină cu 0.

## Numărarea pe degete
| Imagine indisponibilă             |  | Imagine indisponibilă |
| 246 = 1610 în gesticulația senară |  |                       |

Mâinile oamenilor pot avea 6 aspecte neambigue: pumnul închis, un deget, două, trei, patru și toate cinci.
Dacă mâna stângă este folosită pentru a reprezenta o unitate, iar dreapta pentru a reprezenta multiplii de șase, devine posibil ca o persoană să reprezinte valorile de la zero la 556 (3510) cu degetele, mai degrabă decât cele zece obișnuite obținute în numărarea obișnuită pe degete. De exemplu, dacă două degete sunt extinse la mâna dreaptă și patru la stânga, este reprezentat 246. Acest lucru este echivalent cu 2 × 6 + 4, care este 1610.
Această metodă este cel mai intuitiv mod de a număra folosind două mâini care reflectă conceptul de notație pozițională, deoarece avansarea de la un ordin la altul se face prin trecerea de la o mână la alta. Numărarea senară a degetelor poate fi o cale intuitivă de predare a notației poziționale.
În baschetul practicat în mediul universitar din SUA la numerele de pe costumele jucătorilor se pot folosi doar cifrele 0 – 5, tocmai pentru ca arbitrii să poată indica jucătorul care a făcut o greșeală semnalizând în acest fel cu mâinile.

## În lingvistică
Sistemul senar este relativ rar întâlnit în diverse limbi. Totuși, el este întâlnit în limba Ndom din Papua Noua Guinee, unde Mer înseamnă 6, mer an thef înseamnă 6 × 2 = 12, nif înseamnă 36, iar nif thef înseamnă 36 × 2 = 72.
Alt exemplu din Papua Noua Guinee este limba Yam, care are denumiri până la 66. În limba Kómnzo puterile lui 6 au nume separate: nibo (61), fta (62), taruba (63), damno (64), wärämäkä (65), wi (66).
Alte mențiuni sunt pentru limbile Niger-Congo și limba Proto-Uralică.

## Baza 36, compresie senară
Baza 6 poate fi prea mică pentru a fi convenabilă. O versiune poate folosi ca bază pătratul lui 6, adică 36 (sistemul hexatrigesimal, sau niftimal). Cele 36 de cifre ale sale pot fi notate cu cele 10 cifre zecimale urmate de cele 26 de litere ale alfabetului englez, conform tabelului următor.
| Zecimal | 0  | 1  | 2  | 3  | 4  | 5  | 6  | 7  | 8  | 9  | 10 | 11 | 12 | 13 | 14 | 15 | 16 | 17 |
| Baza 6  | 0  | 1  | 2  | 3  | 4  | 5  | 10 | 11 | 12 | 13 | 14 | 15 | 20 | 21 | 22 | 23 | 24 | 25 |
| Baza 36 | 0  | 1  | 2  | 3  | 4  | 5  | 6  | 7  | 8  | 9  | A  | B  | C  | D  | E  | F  | G  | H  |
|         |    |    |    |    |    |    |    |    |    |    |    |    |    |    |    |    |    |    |
| Zecimal | 18 | 19 | 20 | 21 | 22 | 23 | 24 | 25 | 26 | 27 | 28 | 29 | 30 | 31 | 32 | 33 | 34 | 35 |
| Baza 6  | 30 | 31 | 32 | 33 | 34 | 35 | 40 | 41 | 42 | 43 | 44 | 45 | 50 | 51 | 52 | 53 | 54 | 55 |
| Baza 36 | I  | J  | K  | L  | M  | N  | O  | P  | Q  | R  | S  | T  | U  | V  | W  | X  | Y  | Z  |

Astfel, numărul WIKIPEDIA36 este egal cu 5230323041222130146, adică cu 91 730 738 691 29810.